# Chaenophryne melanorhabdus
Chaenophryne melanorhabdus is een straalvinnige vissensoort uit de familie van armvinnigen (Oneirodidae). De wetenschappelijke naam van de soort is voor het eerst geldig gepubliceerd in 1932 door Regan & Trewavas.